# 小行星4208
小行星4208（英語：4208 Kiselev）是一颗围绕太阳公转的小行星。1986年9月6日，愛德華·鮑威爾在可可尼诺县发现了此天体。
这颗小行星的绝对星等为219.1789327561814等。